# 高雄市立鼓山高級中學
高雄市立鼓山高級中學（Kaohsiung Municipal Gushan Senior High School，簡稱高市鼓中、鼓中，英文縮寫為 GUSJH，是一所位於台灣高雄市鼓山區的高級中學。
鼓山高中是由高中部與國中部組成的完全中學，位於高雄市的西端。

## 校史
- 1958年創校，初名高雄市立第七初級中學。
- 1968年8月1日，實施九年國民教育，改名為高雄市立鼓山國民中學。
- 1997年8月，改制為完全中學，更名高雄市立鼓山中學。
- 2000年10月，改名為高雄市立鼓山高級中學。

## 外部連結
- 高雄市立鼓山高級中學 （页面存档备份，存于）